# Bror-Gösta Cederström
Bror-Gösta Cederström, född 28 april 1900 i Stockholm, död 6 juni 1984, var en svensk friherre och bibliotekarie.
Han blev filosofie licentiat 1931, amanuens vid riksdagsbiblioteket 1931, andre bibliotekarie 1936 och var förste bibliotekarie från 1942. Han ägde och bebodde Östra Kolhammar i Odensala socken.
Han var son till filosofie licentiat, Anders Cederström och Ebba Millde samt från 1935 gift med Marianne Smith. Han är också farfar till Madeleine Cederström.